# 佩德羅二世 (葡萄牙)
和平者佩德羅二世（1648年4月26日—1706年12月9日），葡萄牙王國布拉干薩王朝第三任國王（1667年—1706年在位），光復者若昂四世之第四子，勝利者阿方索六世之弟。

## 生平
1667年11月13日，當時為親王的佩德羅眼見其兄阿方索六世的無能，毅然發動政變，推翻卡斯泰洛-麥略爾伯爵的統治，並把阿方索六世流放到亞速群島達7年之久。佩德羅以攝政親王的名義對葡萄牙進行統治，恢復了貴族的權利。經過一些所謂的調查，證明了阿方索六世沒有生殖能力，於是解除了阿方索六世與其妻瑪麗-法蘭索瓦絲-伊莉莎白的婚姻。1668年，佩德羅親王娶了瑪麗-法蘭索瓦絲-伊莉莎白為妻。1683年，阿方索六世病逝，佩德羅繼位成為葡萄牙和阿爾加爾維國王。
佩德羅在位時，充分顯示他治國的本領確實比他的哥哥阿方索六世強。葡萄牙在佩德羅任內（由開始軟禁其兄成為攝政親王的1667年開始）逐漸成為一個強國。
首先在1668年葡萄牙與西班牙正式締結和約。西班牙完全承認葡萄牙的獨立，保持其邊界和領土不變，雙方分批釋放被俘人員和交還被佔領的村鎮。由此“葡萄牙王政復古戰爭”宣告落幕。
1693年佩德羅在位時，在巴西發現了世界最大的金礦，這大大增加葡萄牙的財富，而巴西對於葡萄牙的經濟來說變得越發重要，成為最重要的殖民地。佩德羅更靠著金礦所得五分之一的法定稅入，成為全歐洲最富裕的國王之一，因此仿效一百多年前的西班牙國王（1560年代成為世界主要白銀生產國），建立「金銀礦產的絕對君主制」（靠著充分的礦產收入，實施不依賴貴族與議會的專制王權）。
1697年，佩德羅召開了葡萄牙君主制歷史上最後一次正式的宮廷會議。該會議的主要議題是修改王位繼承法，以便佩德羅二世的兒子若昂（這個兒子是佩德羅與第二任妻子瑪麗亞·索菲亞的孩子，他與兄嫂瑪利·弗蘭索瓦絲只有一個女兒）嗣後能夠直接繼承王位而無需再由宮廷會議宣佈。從此以後，由於害怕重蹈英國的查理一世被議會判處死刑的覆轍，再加上法國的路易十四“朕即國家”的政策看起來也不錯，葡萄牙便再也沒有召開過任何形式的由貴族、教士及第三等級參加的宮廷會議，這種局面一直持續到自由主義革命結束後。
1699年西班牙國王中魔者卡洛斯二世去世，沒有留下子嗣，佩德羅二世爲了爭奪西班牙王位，以法國和神聖羅馬帝國爲首，爆發了西班牙王位繼承戰爭。 英國和荷蘭爲了奪取法國在北美的殖民地，加入了奧地利陣營來反對法國。葡萄牙在權衡利弊之後尾隨英國加入了奧地利一方。在此背景下於1703年，葡英雙方簽訂了梅休因條約，葡萄牙的葡萄酒，獲准能以遠遠低於法國同類産品的關稅水平進入英國市場，代價是英國的紡織品大量湧入了葡萄牙。兩大集團的戰爭從1704年開始，斷斷續續打了八年。最後以就地割讓非西班牙本土的領地，換來法國波旁家族入繼西班牙王位而告終。1713年的烏特勒支條約（Tratado de Utreque）實現了最終的和平，英國取得了法屬美洲的大片領土，葡萄牙對於亞馬遜河兩岸土地的所有權也得到了確認（因爲這片土地越過了《托德西利亚斯条约》規定的那條分割世界的線），使法國佔有亞馬遜河的企圖遭到了破滅，並且劃定了巴西的南部邊境線，打消了西班牙對巴西南部的領土要求。
佩德羅在葡萄牙推行從路易十四那裏學來的「重商主義」（Mercantilismo）政策，大力發展新興工業，力圖扭轉當時許多産品都需要依賴進口的 情況。但是1703年的梅休因條約，使葡萄牙本國的紡織業遭到了重創，同時釀酒業卻畸形的迅速發展起來。這讓國王推行「重商主義」的目標落空。
停止召開議會，再加上“重商主義”政策，葡萄牙也像同時代的其他歐洲大陸國家一樣，邁入成熟的君主專制時代。佩德羅二世於1706年去世。其獨子若昂五世即位。

## 家庭
1668年，佩德羅與瑪麗-法蘭索瓦絲-伊莉莎白結婚，兩人有一個女兒：伊莎貝爾·路易莎（1669年—1690年）。
瑪麗-法蘭索瓦絲-伊莉莎白於1683年去世。1687年，佩德羅與普法爾茨-諾伊堡的瑪麗·索菲結婚，兩人共有4子2女：
- 約翰五世（1689年—1750年），葡萄牙國王
- 法蘭西斯科（1691年—1742年），貝雅公爵（英语：Duke of Beja）
- 安東尼奧（1695年—1757年）
- 特蕾莎·瑪麗亞（1696年—1704年），夭折
- 曼紐（1697年—1766年），歐倫伯爵（英语：Count of Ourém）
- 法蘭西絲卡·約瑟法（1699年—1736年）

| 佩德羅二世 (葡萄牙) 布拉干薩王朝阿維斯王朝的分支出生于：1648年4月26日逝世於：1706年12月9日 | 佩德羅二世 (葡萄牙) 布拉干薩王朝阿維斯王朝的分支出生于：1648年4月26日逝世於：1706年12月9日 | 佩德羅二世 (葡萄牙) 布拉干薩王朝阿維斯王朝的分支出生于：1648年4月26日逝世於：1706年12月9日 |
| 統治者頭銜                                                                                 | 統治者頭銜                                                                                 | 統治者頭銜                                                                                 |
| ------------------------------------------------------------------------------------------ | ------------------------------------------------------------------------------------------ | ------------------------------------------------------------------------------------------ |
| 前任者： 亞豐素六世                                                                        | 葡萄牙國王 1683年9月12日–1706年12月9日                                                     | 繼任者： 若昂五世                                                                          |